# 内匠寮
内匠寮（ないしょうりょう）は、律令制において中務省に属する令外官の一つである。訓読みは「たくみりょう」・「うちたくみのつかさ」など。また、近代の宮内省に設置された内部部局の一つ。

## 律令制における内匠寮

### 沿革・職掌
内匠寮の起源は、神亀5年（728年）聖武天皇の時に新設されたのが始まりである。令外官であったものの、当初から四等官が設置されていた。
そのルーツは天武天皇の時代にあった飛鳥池工房のような天皇家の家政機関としての官営工房が律令国家の整備とともに内匠寮や鋳銭司などの技術系官司に発展したと考えられている。内匠寮は唐代の官営工房である少府監（しょうふげん）の模倣と考えられ、唐名も「少府」という。なお、「尚方」の唐名も持つ。本寮の特色として日本古来の伴部・品部・雑戸を使わず様々な職人（雑色作手）によって運営されている点である。これは日本の工業の起点といえる。
職掌は天皇家の調度品や儀式用具などの製作である。当初は内匠頭に四位の皇親が任じられるなど調度製作などの中心的な役目を担っていたが、奈良時代後期には勅旨省や造東大寺司に機能の一部を奪われて内匠頭も五位相当に低下する（ただし、相次ぐ皇親の粛清による適任者不足も背景にあったと考えられている）。だが、延暦元年（782年）に勅旨省が、同8年（789年）に造東大寺司が解体されて大幅に機能を縮小されると、内匠寮の整備が進められるようになり、また宝亀5年（774年）に大蔵省典鋳司を、大同3年（808年）には中務省画工司と大蔵省漆部司を合併して規模を拡大した。また、大同3年の再編で鍛冶司が木工寮に合併されたのに合わせて鍛冶司の業務の一部が移管され、『延喜式』には公印鋳造の業務が職掌に規定されている。平安時代前期から中期には官営工房の元締めとして機能して、太政官や蔵人所の命令下で調度製作の業務にあたった。
平安時代中期を過ぎると次第に職掌を作物所（つくもどころ）・画所（えどころ）や木工寮・修理職に奪われていくが、これは大規模儀式の減少や朝廷財政の衰退によって、公事や儀式における行事所制や別当制が導入された結果、内匠寮の機能が縮小されつつ他の官司との機能分担が行われるようになったことによるものであり、それは必ずしも内匠寮の形骸化を意味するものではなく、12世紀には右大臣が内匠寮別当を兼務し、その下に年預が任命されるなど、以後も朝廷運営に不可欠な官司として存続しつづけていた。

### 職員
- 頭（従五位下相当）一名 唐名:少府監、尚方監 等
- 助（正六位下相当）一名 唐名:少府少監、中匠令
- 大允（正七位下相当）一名 少允（従七位上相当）二名 唐名:中尚丞、少府丞
- 大属（従八位上相当）一名 少属（従八位下相当）二名 唐名:中尚史、少府録事、少府主事

- 史生
- 寮掌 新設

- 使部
- 直丁
- 駆使丁

- 雑色作手（長上工・番上工）

## 近代の内匠寮
近代における宮内省内匠寮の起源は、1869年(明治2年)の職員令によりその前身組織が宮内省に設置されたことにさかのぼる。宮内省における造園家第1号とされ、明治神宮旧御苑などを手がけている小平義近が宮内省に使部として入ったのは1869年（明治2年）に24歳のときであることが知られている。
1871年（明治4年）に内匠司を設置。1873年（明治6年）には内匠課に改組された。小平は1873年（明治6年)には内匠課配属となっている。
1885年（明治18年）12月23日、内閣制度創設に伴い、内匠課が内匠寮となった。長官は内匠頭である。
内匠寮は建築とその内装や設備、そして宮廷庭園や離宮庭園、新宿御苑などを担当した造園、土木など、当時の皇室財産や宮廷にかかわる営繕をとりまとめた部局になる。
その後1903年（明治36年）10月31日の官制改正（皇室令第3号）により、内匠寮は「宮殿その他の建築物の保管、建築・土木・電気・庭苑および園芸に関する事務」を管掌することと規定された。
このうち造園部門は1904年（明治37年)に 内匠寮から内苑局が組織化された後にある一定期間、内匠寮から独立して内苑寮として存在していた。
1908年（明治41年）、内匠寮に工務課が設置され、1915年には内苑寮も内匠寮工務課に属し庭園係となった。
工務課のメンバーは1918年（大正7年）に実施された国会議事堂の公開建築設計競技（議院建築意匠設計懸賞募集）に際して、当時宮内省内匠寮の有志が吉武東里を中心にして数案を作成して参加。このうち渡辺福三名義での参加案が1等、永山美樹の名で出した案が3等1席に当選した。吉武は大蔵省臨時議院建築局技師に転じ、矢橋賢吉と大熊喜邦のもとで国会議事堂の設計・建設に携わっている。
旧朝香宮邸内装建設時期では課長の北村耕造のもと、建築係、土木係、庭園係、機械係と４つの係に分かれており、技師と各係の技術者は合わせて100名を超えていた。朝香宮邸の建設では基本設計を洋行帰りの建築係技師である権藤要吉が担当したが、住居と事務所部分を一体化し、ロの字に構成した朝香宮邸の基本プランは内匠寮が1925年竣工の東伏見宮邸で設計したものが下地になっている。
ほかにラジエーターカバーやモザイクをデザインした大賀隆、照明や家具をデザインした水谷正雄など、優秀な技手が揃っていたことが知られている。
彼らはこの他に1927年竣工の秩父宮邸、1929年竣工の李王家邸、1931年竣工の高松宮邸などを手がけている。
また、朝香宮邸と同時期に建てられた国立博物館本館（建築設計競技の結果計画案は渡辺仁が当選。1937年竣工）も宮内省内匠寮が実施設計を行っている。
一方、内匠寮工務課のうち、造園部門の主要な事業内容は以下の通りである。造園、園芸(果樹・花卉・蔬菜すべて)のほかに畜産、農業土木など広範な農学系分野の業務をカバーしていた。
1. 庭園の築設並に修築
2. 庭園の保護と管理
3. 陵墓の新激に伴う造園事業難びに補修事業
4. 疏菜の促成栽培並びに露地栽培
5. 果樹の露地栽培並びに温室栽培
6. 花卉の温室栽培並びに露地栽培
7. 和洋茸の栽培
8. 盆栽の管理
9. 桑園の管理
10. 茶園の管理
11. 盆栽の宮殿その他御殿内配列
12. 製茶
13. 宮殿離宮その他の盛花並びに挿花
14. ゴルフ場、テニスコート、馬場その他運動場の新設並びに管理
15. 道路の新設並びに管理
16. 観桜、観菊御会の布設
17. 鴨場の築設並びに造園管理
18. 苑路その他の撤水並びに除雪
19. 養鶏
20. 小禽、水禽その他鳥類の飼育
21. 魚族の管理
22. 塵埃の焼却並びに汚物の塵芥

庭園係には1891年（明治24年）に福羽逸人、1893年（明治26年）に市川之雄が宮内省に入省している。こうして小平のほか、福羽と市川が在籍し、この3人 が内匠寮造園部門の主要メンバーとなる。ちょうど市川が宮内省に入省した当時、市区改正を受けてから本格化する日比谷公園の建設計画が国家的造園事業として計画検討されはじめていたが、建設計画の具体化にあたって、小平も1894年（明治27年)に日本園芸会のメンバーとして計画案を提出している。このほか中島卯三郎、原煕、岡見義男、小野勇、桜井長雄、舘粲児、折下吉延、森一雄、椎原兵市、池辺武人といった造園技師らが在籍した。
第二次世界大戦後の1945年（昭和20年）10月5日、宮内省の機構整理により内匠寮は主馬寮と統合され、主殿寮が設置された。

### 歴代内匠頭

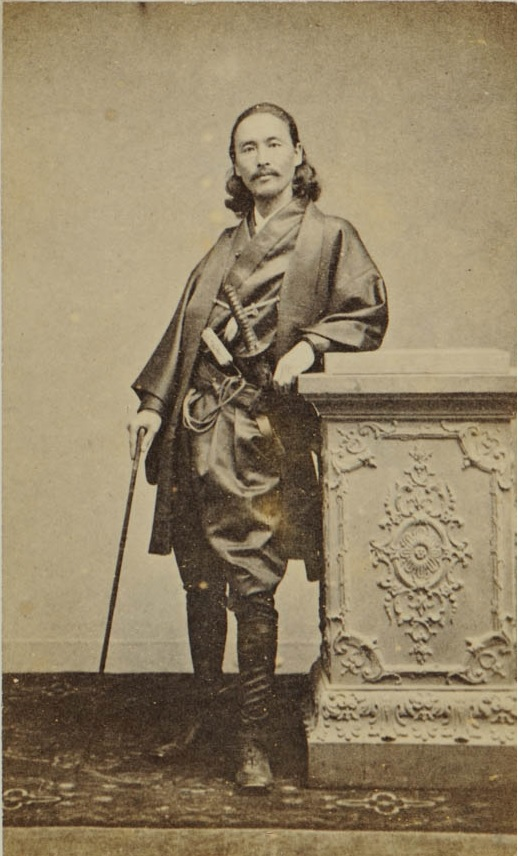
初代の肥田浜五郎

| 氏名       | 在任期間                                              | 備考               |
| ---------- | ----------------------------------------------------- | ------------------ |
| 肥田浜五郎 | 1885年（明治18年）12月23日 - 1887年（明治20年）5月3日 | 兼任（御料局長官） |
| 堤正誼     | 1887年（明治20年）9月26日 - 1897年（明治30年）12月2日 |                    |
| 股野琢     | 1897年（明治30年）12月2日 - 1898年（明治31年）3月11日 | 兼任               |
| 堤正誼     | 1898年（明治31年）3月11日 - 1904年（明治37年）4月1日  |                    |
| 片山東熊   | 1904年（明治37年）4月1日 - 1915年（大正4年）12月27日  |                    |
| 馬場三郎   | 1915年（大正4年）12月27日 - 1920年（大正9年）3月5日   |                    |
| 小原駩吉   | 1920年（大正9年）3月6日 - 1924年（大正13年）4月9日    |                    |
| 東久世秀雄 | 1924年（大正13年）4月9日 - 1931年（昭和6年）5月15日   |                    |
| 白根松介   | 1931年（昭和6年）5月15日 - 1933年（昭和8年）2月25日   |                    |
| 木下道雄   | 1933年（昭和8年）2月25日 - 1936年（昭和11年）9月3日   |                    |
| 岩波武信   | 1936年（昭和11年）9月3日 - 1940年（昭和15年）12月10日 |                    |
| 土岐政夫   | 1940年（昭和15年）12月10日 - 1944年（昭和19年）9月6日 |                    |
| 岡本愛祐   | 1944年（昭和19年）9月6日 - 1945年（昭和20年）9月17日  |                    |
| 鈴木一     | 1945年（昭和20年）9月17日 - 1945年（昭和20年）10月5日 |                    |

## 内匠寮担当作品
担当した皇室建築や庭園は以下の通り
宮殿
- 皇城
- 赤坂仮皇居
- 宮城・明治宮殿
- 仮宮殿（現・宮内庁庁舎三階）
- 現宮殿
- 東宮御所（現・迎賓館赤坂離宮）

離宮
- 武庫離宮、二条離宮本丸御殿（現・元離宮二条城本丸御殿）名古屋離宮（現・名古屋城）浜離宮、芝離宮など

御用邸
- 日光田母沢御用邸（現・日光山輪王寺本坊）沼津御用邸、熱海御用邸、鎌倉御用邸、箱根宮ノ下御用邸（現・富士屋ホテル別館菊華荘） 塩原御用邸など

宮邸
- 竹田宮邸（現・高輪プリンスホテル貴賓館）
- 東伏見宮邸
- （旧）秩父宮邸
- 李王家東京邸（現・赤坂プリンスホテル旧館） 262
- （旧）高松宮邸
- 朝香宮邸（現・東京都庭園美術館）
- 旧久邇宮邸（通称「パレス」・聖心女子大学構内）

帝室博物館
- 帝国京都博物館（現・京都国立博物館）
- 帝国奈良博物館（現・奈良国立博物館）
- 東京帝室博物館（現・東京国立博物館）

ほか
- 赤坂仮皇居御会食所（現・明治記念館本館）
- 内大臣官舎
- 新宿御苑旧洋館御休所
- 皇室鴨場
- 諏訪お茶屋
- 紅葉山御養蚕所
- 図書寮庁舎
- 生物学御研究所
- 皇子御修学所
- 済寧館
- 宮内省庁舎（現・宮内庁庁舎）
- 東宮仮御所
- 楽部庁舎
- 学習院昭和寮（現・日立目白クラブ）
- 大正天皇御大礼式場設営
- 御陵および陵墓

修復作
- 正倉院正倉修復
- 明石城隅櫓修復

設計委嘱作
- 平安神宮
- 仁風閣
- 表慶館（東京国立博物館構内）
- 神宮徴古館
- 神宮農業館
- 旧高松宮翁島別邸（現・福島県迎賓館）
- 芝能楽堂（現・靖国神社能楽堂）